# 101e régiment d’infanterie

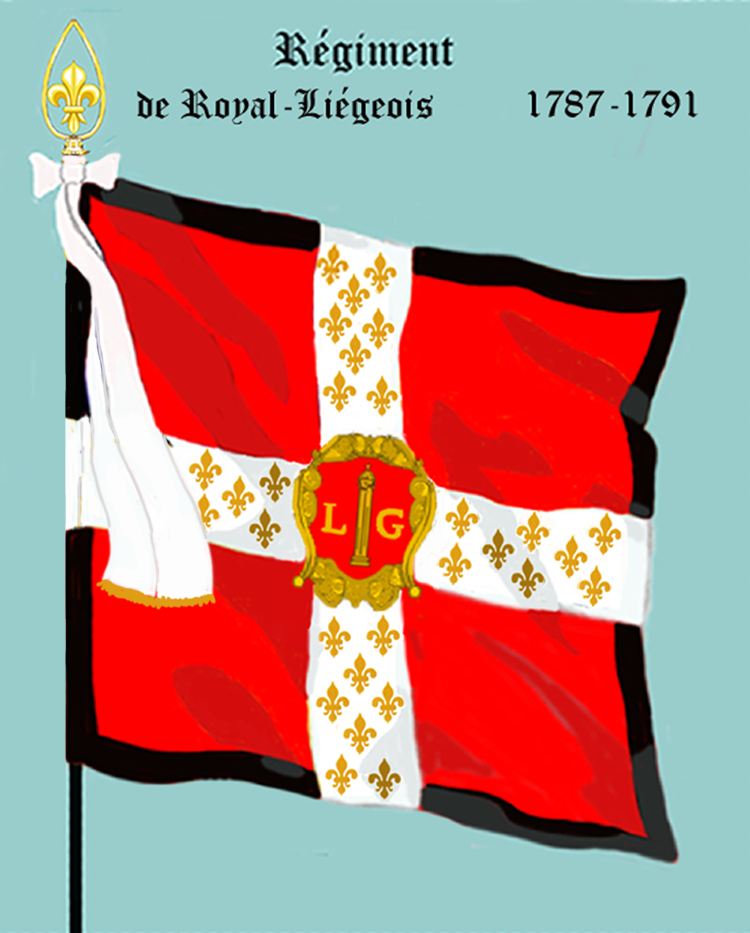
Ordonnanzfahne Royal-Liégeois

Das 101erégiment d’infanterie war ein Infanterieregiment, ursprünglich als Fremdenregiment (Régiment étrangére), aufgestellt im Königreich Frankreich und im Dienst während des Ancien Régime (danach mit einigen Unterbrechungen) bis zur Auflösung 1940. Der Zusatz „Royal“ sagte aus, dass es ein Regiment der Krone war, der Regimentsinhaber (Colonel) war somit der König selbst und es wurde von einem Colonel en second militärisch geführt. Es war ein sogenanntes (Fremdenregiment) (Régiment étrangere). Der Großteil der Mannschaften war im Hochstift Lüttich rekrutiert worden. Nachdem der König (auch als Regimentsinhaber) 1792 abgesetzt worden war, sahen diese Soldaten ihren Treueid als erloschen an und gingen nach Hause oder schlossen sich anderen Streitkräften (z. B. der Armee der Emigranten des Grafen d’Artois) an. Aus dem verbliebenen Rest wurde das Regiment neu aufgestellt.
Vor der Einführung der Nummerierung der Regimenter am 1. Januar 1791 führte es in der königlich französischen Armee zuletzt den Namen Régiment de Royal-Liégeois.

## Aufstellung und signifikante Änderungen
- 1787: Aufstellung als Régiment Royal-Liègeois.
- 1. Januar 1791: Umbenennung in „101e régiment d'infanterie“
- 1793: Eingliederung in die „101e demi-brigade de bataille“.[1]
- 1796: Umbenennung in 101e demi-brigade de ligne.[2] (Der Regimentsverband hatte zu Bestehen aufgehört)
- 1803: Umbenennung in „101e régiment d'infanterie de ligne“
- 1815: Auflösung
- 1855: Wiederaufstellung als „101e régiment d'infanterie de ligne“
- 1856: Auflösung
- 1859: Wiederaufstellung als „101e régiment d'infanterie de ligne“ durch Abgabe von jeweils einer Kompanie verschiedener Regimenter

1 Kompanie des 12e régiment d’infanterie
1 Kompanie des 28e régiment d’infanterie
1 Kompanie des 38e régiment d’infanterie
1 Kompanie des 48e régiment d’infanterie
[…]
- 1862: Auflösung
- 1872: Wiederaufstellung als „101e régiment d'infanterie de ligne“
- 1882: Umbenennung in „101e régiment d'infanterie“
- 1914: Bei der Mobilisierung stellt es sein Reserveregiment, das „301erégiment d'infanterie“ auf.
- 1923: Auflösung (die Tradition wurde vom 5e régiment d’infanterie fortgeführt).
- 1939: Wiederaufstellung als „101e régiment d'infanterie“.

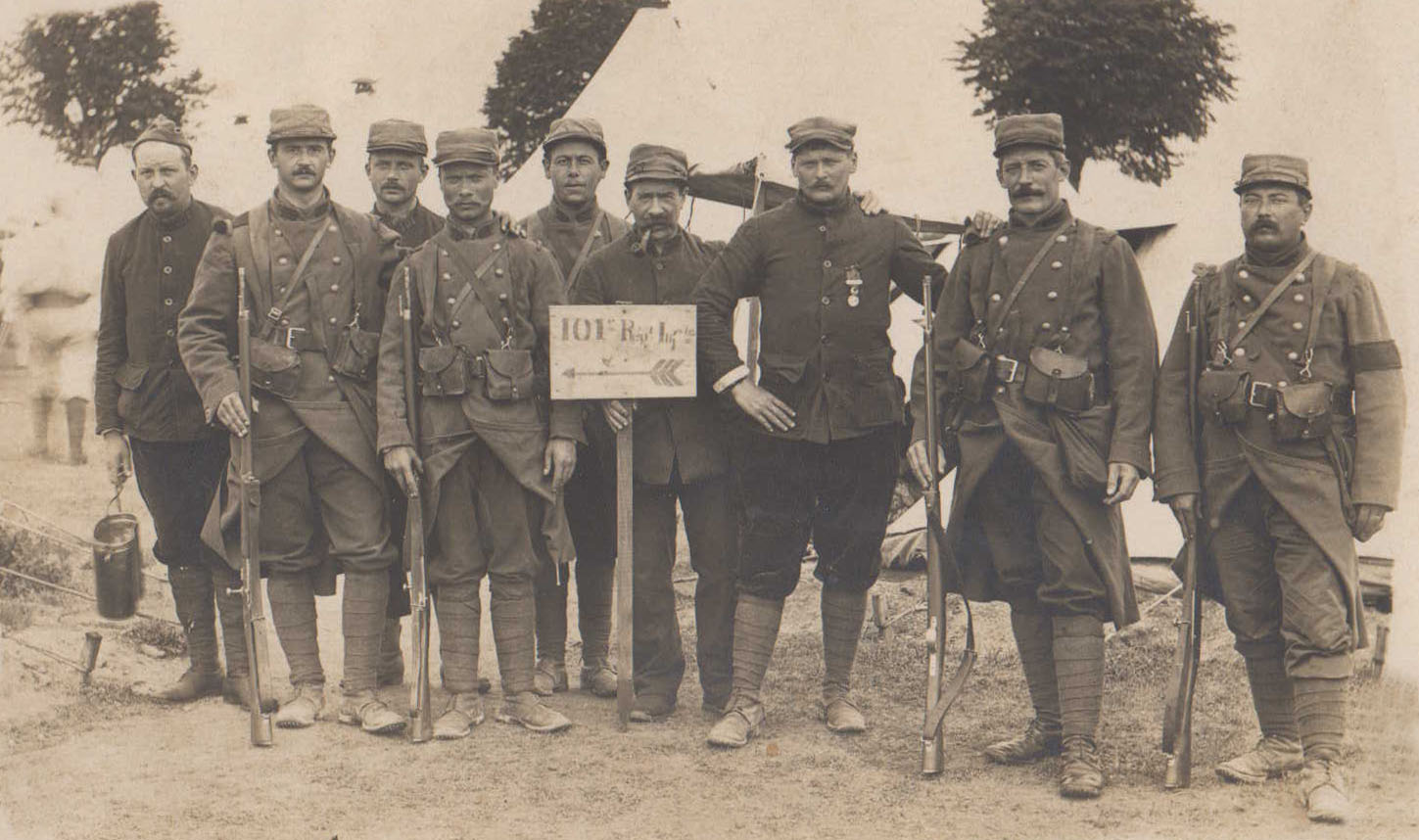
Angehörige des 101^{e} Régiment d'infanterie 1915

- 1940: Auflösung

## Mestres de camp/Colonels
Mestre de camp war von 1569 bis 1661 und von 1730 bis 1780 die Rangbezeichnung für den Regimentsinhaber und/oder für den mit der Führung des Regiments beauftragten Offizier. Die Bezeichnung „Colonel“ wurde von 1721 bis 1730, von 1791 bis 1793 und ab 1803 geführt. 
Nach 1791 gab es keine Regimentsinhaber mehr.
Sollte es sich bei dem Mestre de camp/Colonel um eine Person des Hochadels handeln, die an der Führung des Regiments kein Interesse hatte (wie z. B. der König oder die Königin), so wurde das Kommando dem „Mestre de camp lieutenant“ (oder „Mestre de camp en second“) respektive dem „Colonel-lieutenant“ oder „Colonel en second“ überlassen.
- 1787: ?
- 1792: Colonel Léopold Anne-Marie de Nucé

(…)
- 1812: Colonel Dherbez-Latour
- 1876–1881: Colonel Jean Cornier
- 23. September 1913 – 31. August 1914: Colonel Léon Gaston Jean-Baptiste Farret

## Uniformen

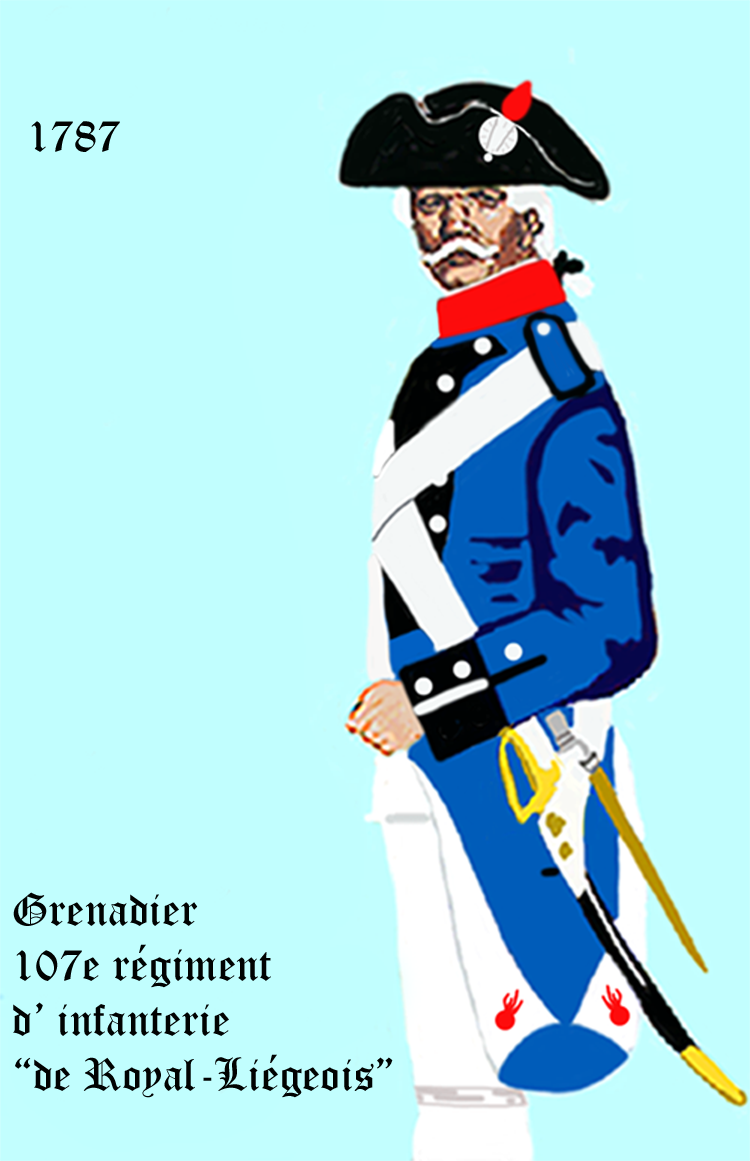
Régiment Royal-Liégeois 1787 bis 1791
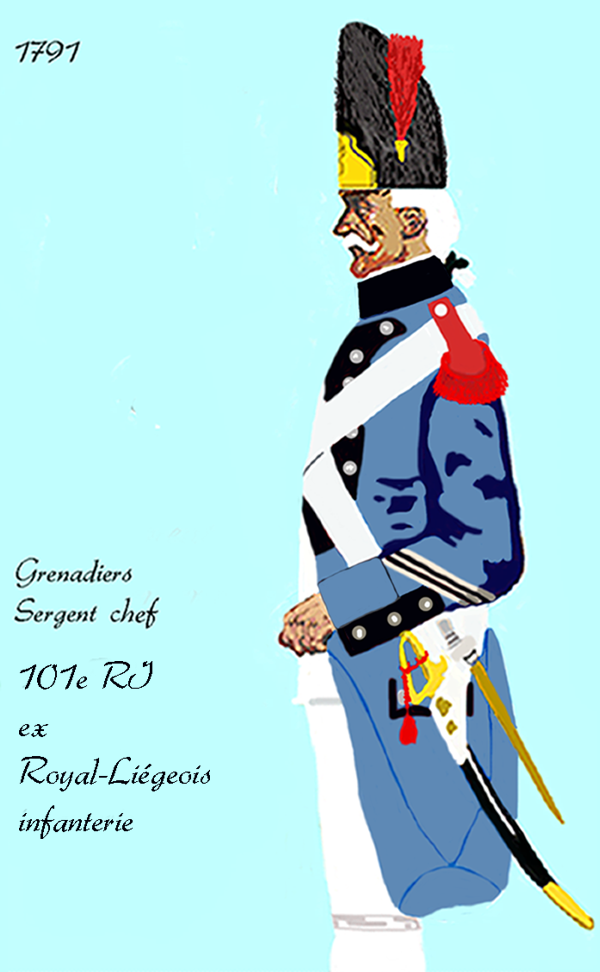
101e Régiment d’infanterie de ligne 1791 bis 1792

## Einsatzgeschichte
Revolution und Erstes Kaiserreich
- 1790: Teilnahme an der Niederschlagung der Meuterei in Nancy

- Zwischen 1794 und 1803 gab es kein 101e régiment d'infanterie

- 1805: Schlacht bei Caldiero – Belagerung von Gaeta
- 1811–1814: Napoleonische Kriege auf der Iberischen Halbinsel

22. Juli 1812: In der Schlacht bei Salamanca verlor das Regiment seinen Adler
- 1814: Feldzug in Spanien

1812: Schlacht bei Arapiles
- 1813: Feldzug in Deutschland

das 2., 3. und 4. Bataillon in der Schlacht bei Bautzen
6. Bataillon in San Martin
Schlacht bei Hanau
- 1814–1815: Feldzug in Frankreich

14. Februar 1814: Schlacht bei Vauchamps
1815 in Neubreisach
Zweites Kaiserreich
- Zweiter Opiumkrieg

Schlacht an der Brücke von Baliqiao (Heute im östlichen Stadtgebiet von Peking)
III. Republik
- 1881–1884: Feldzug und Besatzung in Tunesien

### Erster Weltkrieg
Bei der Mobilmachung lag das Regiment in der Kaserne Saint-Cloud in Paris und in Dreux. Es gehörte zur 13. Infanteriebrigade der 7. Infanteriedivision im 4. Armeekorps.

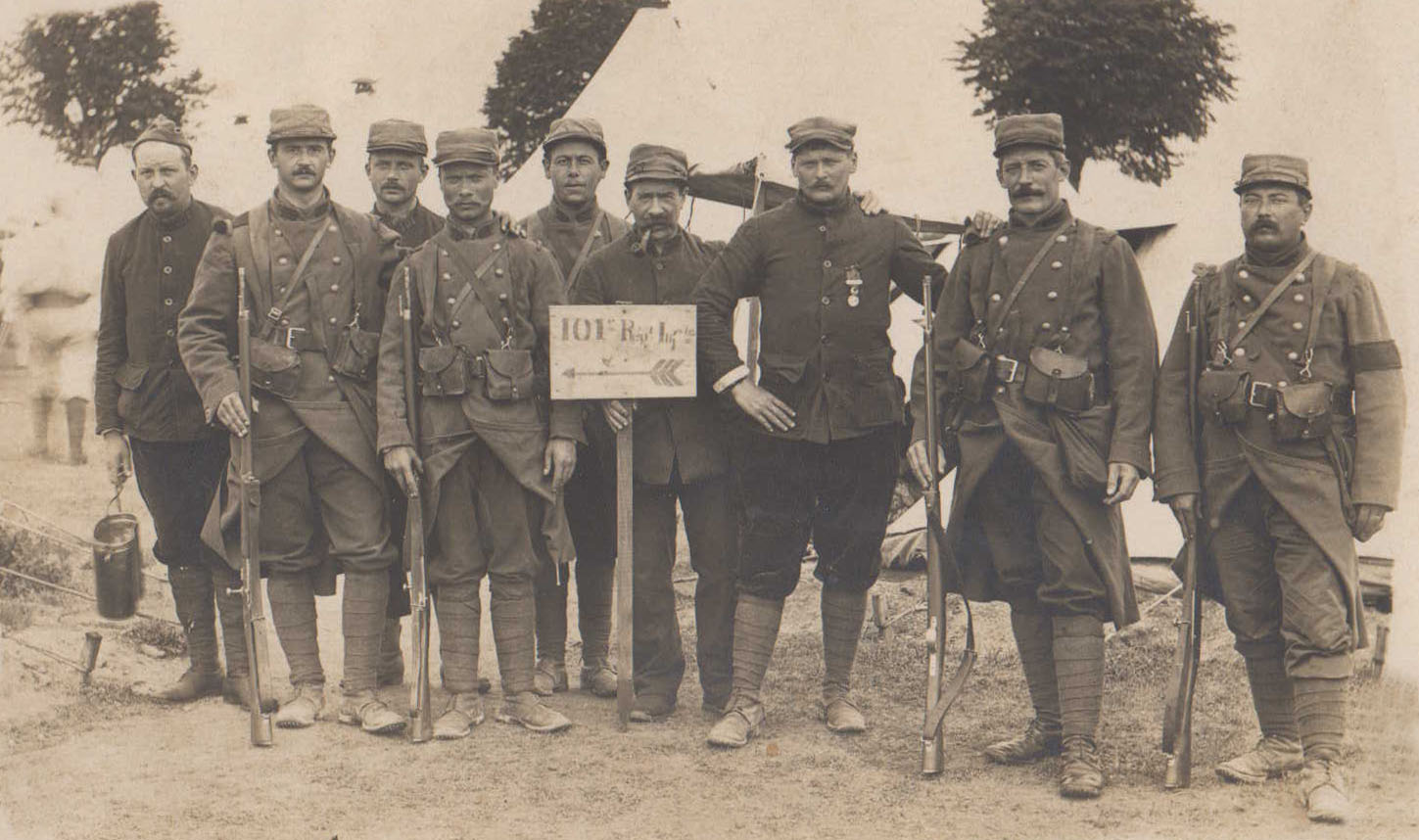
Angehörige des Regiments 1915

Der 7. Infanteriedivision gehörte das Regiment bis Juni 1914 an und wechselte dann zur 124. Infanteriedivision, in der es bis zum Kriegsende verblieb.
1914
Kämpfe in den Ardennen, danach mit der 4. Infanteriedivision in den Festungsring von Paris verlegt
Kämpfe an der Ourcq, der Somme und in der Picardie
im Dezember erneute Verlegung an die Somme
1915
Januar – Februar: Stellungskämpfe an der Aisne
Herbstschlacht in der Champagne
1916
Januar – April: Stellungskämpfe in der Champagne
Mai – Juni: Stellungskämpfe bei Verdun
Juni – September: Stellungskämpfe an der Marne
September – Dezember: Stellungskämpfe bei Verdun
1917
Januar – Februar: Stellungskämpfe an der Somme
März – April: Stellungskämpfe an der Woëvre
Mai – Dezember: Stellungskämpfe an der Marne
1918
Kämpfe in der Champagne
Kämpfe an der Aisne
bei Prosnes Schlacht an der Marne (1918)
Kämpfe bei Orfeuil

### Zweiter Weltkrieg
Am 9. September 1939 wurde das Regiment vom Centre Mobilisateur d'infanterie (CMI 211) als Régiment de réserve A RI type NE unter dem Kommando von Lieutenant-colonel Brosse aufgestellt.
Es verlegte am Tag vor Beginn der deutschen Offensive als Teil der 41. Infanteriedivision zur Verstärkung der Abwehr in den Unterabschnitt Marville des Festungsabschnitts von Montmédy. Das Regiment kämpfte im Rahmen seiner Möglichkeiten und ging mit der französischen Kapitulation im Juni 1940 unter. Es wurde danach nicht wieder aufgestellt.

## Regimentsfahne
Auf der Rückseite der Regimentsfahne sind (seit Napoleonischer Zeit) in goldenen Lettern die Feldzüge und Schlachten aufgeführt, an denen das Regiment ruhmvoll teilgenommen hat.

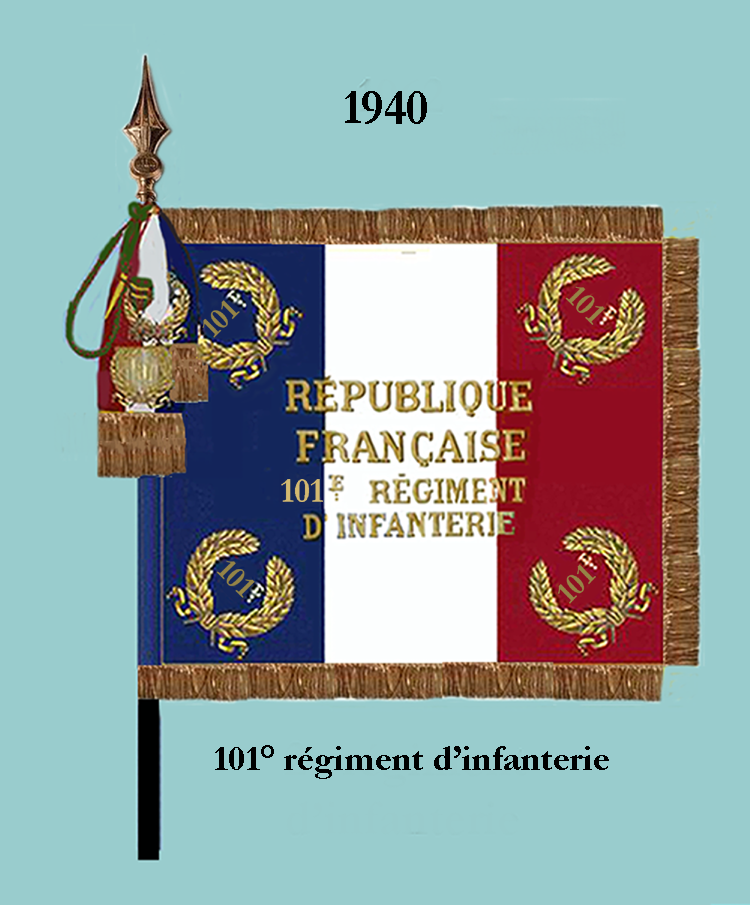
Vorderseite
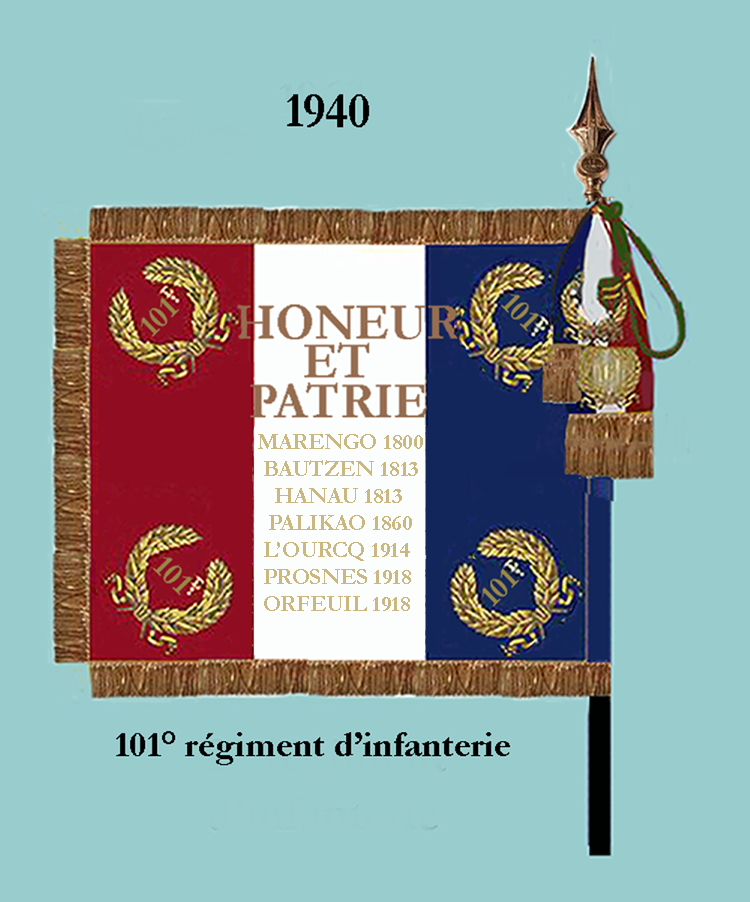
Rückseite

## Auszeichnungen
Das Fahnenband ist mit dem Croix de guerre 1914–1918 mit zwei Palmenzweigen und einem silbernen Stern dekoriert. .
Angehörige des Regiments haben das Recht (auch bei einer eventuellen Wiederindienststellung), die Fourragère in den Farben des Croix de guerre 1914–1918 zu tragen.

## Devise
En avant
(Vorwärts)